# Cosimo Muci
Cosimo Muci (Novara, 14 maggio 1920 – Cerano, 9 febbraio 1992) è stato un calciatore italiano.

## Carriera
Dopo un inizio di carriera in Serie B con il Novara, passò nel dopoguerra all'Inter; qui si distinse per aver segnato la rete del definitivo 6-2 con cui la sua squadra batté il Grande Torino il 14 luglio 1946 in una gara di campionato che i piemontesi avrebbero poi vinto, e per le prestazioni nella stagione 1946-1947, quando si piazzò all'ottavo posto nella classifica dei cannonieri. Passò quindi al Vicenza, allora militante tra i cadetti, che nel campionato 1948-1949 sfiorò la promozione piazzandosi al 3º posto. Tornò a militare in Serie A nella stagione 1950-1951 con la Pro Patria che arrivò al 10º posto in quella stagione. Al termine di quella fu ceduto alla Marzoli di Palazzolo sull'Oglio dove concluse la carriera portando la sua squadra al 2º posto nel girone B della IV Serie.